# Zeittafel Mexiko
Zeittafel zur Geschichte Mexikos.

## Präkolumbische Geschichte
Erste Besiedlung liegt vor 10.000 v. Chr. Siedlungsspuren weisen sogar bis auf 20.000 und 22.000 v. Chr. hin (Tlapacoya).
Etwa 1500 v. Chr. Besiedlung der Stadt Tlatilco im Tal von Mexiko, Aufgabe der Siedlung im 4. Jahrhundert (um 300).
Siehe auch: Olmeken, Azteken, Maya, Teotihuacán, Liste der Pyramiden, Geschichte Mittelamerikas

## Die Eroberung durch Spanien

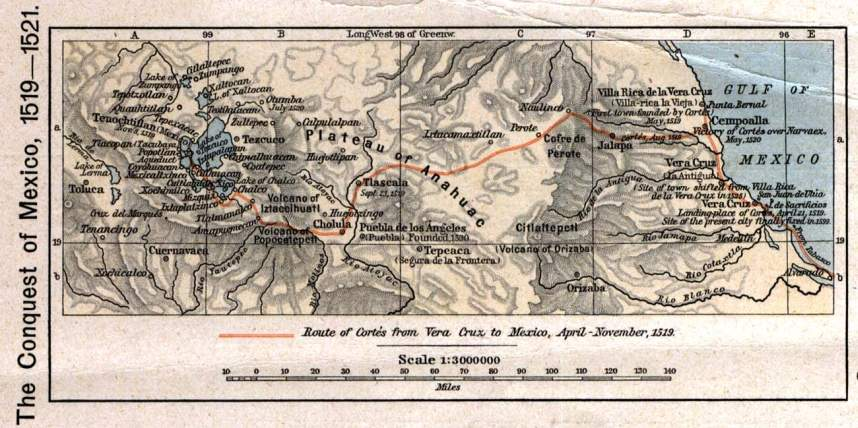
"The Conquest of Mexico, 1519-1521"

Hauptartikel: Spanische Eroberung Mexikos
- 1517: Francisco Hernández de Córdoba († 1517) erforscht als erster die Halbinsel Yucatán
- 1518: Juan de Grijalva (* 1490, † 1527) erforscht Yucatán und die Gebiete weit nördlich bis zum Fluss Río Pánuco
- 1519-1521: Hernán Cortés (* 1485, † 1547) erobert für Spanien das Reich der Azteken (Fall von Tenochtitlán am 13. August 1521), die spanische Herrschaft dehnt sich in den folgenden Jahrzehnten bis ins heutige Kalifornien aus.
- 1527-1546: Die Spanier erobern Yucatán. Die fehlende Zentralisierung, endgültig seit 1441 (Ende des letzten bedeutenden Maya-Stadtbündnis, in diesem Falle der Liga von Mayapán), erleichtert die Eroberung der Maya-Stadtstaaten.

## Vizekönigreich Neuspanien
- 1535: Mexiko wird der spanischen Krone angeschlossen (Vizekönigreich Neuspanien, span. Virreinato de la Nueva España) und erlangt durch seinen Silberreichtum große Bedeutung für das Mutterland.

## Mexikos Unabhängigkeit
- 1810‒1815: Erste Erhebungen gegen die spanische Herrschaft eingeleitet durch Miguel Hidalgo y Costilla.
- 1821: Der spanische General Agustín de Iturbide (* 1783, † 1824) verbündet sich mit den verbleibenden Rebellen (Furcht Iturbides und kolonialmexikanischer Oberschicht vor liberalen Reformtendenzen im spanischen Mutterland). Iturbide und die Rebellen proklamieren eine unabhängige, aber die Macht der Kirche nicht antastende, mexikanische Monarchie (Plan von Iguala).
- 1822 (18. Mai): Agustín de Iturbide lässt sich als Agustín I. zum Kaiser von Mexiko ausrufen.
- 1823: Kaiser Agustín I. wird durch einen von Antonio López de Santa Ana (* 1794, † 1876) angeführten Militäraufstand gestürzt. Darauf trennen sich (bis auf Chiapas) 17 der 18 Provinzen Guatemalas von Mexiko und gründen am 1. Juli die Republik der Vereinigten Provinzen Zentralamerikas (Zentralamerikanische Konföderation).
- 1824 (19. Juli): Der aus seinem Exil zurückgekehrte Kaiser Agustín I. wird von Republikanern gefangen genommen und hingerichtet.
- 1824 (4. Oktober): Mexiko wird Republik und erhält eine bundesstaatliche Verfassung. Instabile Regierungen und mehrfache Militärrevolten bis 1861. Herausragende Figur ist General Antonio López de Santa Ana als mehrmaliger Rebell und Präsident-Diktator, dies zuletzt 1854‒56.
- 1829 Letzter spanischer Versuch, Mexiko zurückzuerobern. Die Invasoren werden bei Támpico nördlich von Veracruz besiegt.
- 1836: Zentralistische Tendenzen fördern die Autonomieneigungen der englischsprachigen Kolonisten im zu Mexiko gehörenden Texas, nach der Schlacht am Alamo und der Niederlage der mexikanischen Armee am Fluss San Jacinto ist Texas faktisch unabhängig.
- 1845 (29. Dezember): Texas wird als 28. Bundesstaat in die USA aufgenommen.
- 1846‒1848: Im Mexikanisch-Amerikanischen Krieg verliert Mexiko rund ein Drittel seines Staatsgebiets (Kalifornien, New Mexico, Arizona, Nevada, Utah sowie Teile von Colorado, Wyoming und Kansas).
- 1853 kommt es durch den Gadsden-Kauf zum Erwerb eines Gebiets von 77,700 km2 durch die USA.
- 1858‒1861: Eine von Präsident Benito Juárez García (* 1806, † 1872) initiierte Reformpolitik (u. a. neue Verfassung von 1857) provoziert den Widerstand der katholischen Kirche, der bis dato ein Drittel des Bodenbesitzes gehört und führt das Land in einen Bürgerkrieg, der das Land wirtschaftlich ruiniert.
- 1861‒1863: Da Mexiko seinen Auslandverpflichtungen nicht nachkommen kann, entsenden Spanien, Großbritannien und Frankreich ein Expeditionskorps. Nach dem Abzug der spanischen und britischen Verbände (1862) dringen die Franzosen in das mexikanische Hochland vor und erobern 1863 die Hauptstadt des Landes.
- 1863: Der französische Kaiser Napoléon III. beabsichtigt, in Mexiko ein mit Frankreich politisch und wirtschaftlich eng verbündetes Reich zu errichten und setzt den österreichischen Erzherzog Maximilian (* 1832, † 1867) (Bruder des österreichischen Kaisers Franz Joseph I.) zum Kaiser von Mexiko ein (vgl. Maximilian I.).
- 1864 (16. Juni): Amtsantritt Kaiser Maximilians. Dieser sieht sich von Anfang an jedoch mit einer starken republikanischen Opposition konfrontiert.
- 1866: Die Franzosen sehen sich aufgrund massiven Widerstands und Druck der USA gezwungen, ihre Truppen aus Mexiko abzuziehen. Kaiser Maximilian entschließt sich, im Land zu bleiben.
- 1867: Republikanische Verbände unter Führung des früheren Präsidenten Benito Juárez García schlagen das kaiserliche Heer in Querétaro (14. Mai). Maximilian wird gefangen genommen und hingerichtet (19. Juni). Mit der erneuten Einsetzung von Benito Juárez zum Präsidenten (Dez.) und der Wiedereinführung der Republik endet die mexikanische Monarchie.
- 1877‒1911 (mit Unterbrechungen): Im "Porfiriato" (Faktische Diktatur des Präsidenten Porfirio Díaz) (* 1830, † 1915) stabilisiert sich die politische Lage des Landes, das einen beachtlichen Wirtschaftsaufschwung erfährt.

## Mexiko im 20. Jahrhundert
- 1911‒1920: Der Sturz von Präsident Porfirio Díaz (25. Mai 1911) leitet die Epoche der mexikanischen Revolution ein, in deren Verlauf unterschiedliche politische Gruppierungen um die Macht kämpfen, darunter auch solche mit betont sozialreformerischen Zielsetzungen wie die von Emiliano Zapata (* 1879, † 1919), Pancho Villa (* 1877, † 1923) und Venustiano Carranza (* 1859, † 1920). Carranza wird 1917 Präsident, die in der Verfassung von Querétaro von 1917 vorgesehene sozialistische Richtung wird jedoch anfänglich nur zögerlich durchgesetzt (Verstaatlichung der Industrie, Bodenreform, Bekämpfung der Kirche). Die ins Leben gerufene Nationale Revolutionäre Partei (Partido Nacional Revolucionario, PNR) entwickelt sich in der Folge als stärkste politische Kraft des Landes.
- 1934-1940: Lazaro Cardenas, Präsident Mexikos. Fortschrittliche Regierungsform, Einbeziehung der Bevölkerung durch den Dialog.
- 1938: Nationalisierung der US-amerikanischen, britischen und niederländischen Erdölgesellschaften unter Präsident Lázaro Cárdenas (1936‒1940), unter dem auch mehr Land an Bauern verteilt wird als unter allen anderen Vorgängern.
- 1942: Mexiko beteiligt sich im Zweiten Weltkrieg auf der Seite der Alliierten.
- 1946: Der PNR wird in Institutionelle Revolutionspartei (Partido Revolucionario Institucional, PRI) umbenannt.
- 1958‒1970: Erfolgreiche Weiterführung der Landreform, der Industrialisierung, des Ausbaus der Infrastruktur und sozialer Einrichtungen.
- 1968: Schwere (Studenten-)Unruhen werden mit Waffengewalt unterdrückt (Massaker von Tlatelolco), in den siebziger Jahren schmutziger Krieg von Geheimdienst und Armee gegen radikale Regimegegner.
- 1985 Ein Erdbeben zerstört Teile der Hauptstadt Mexiko-Stadt und tötet über 20.000 Menschen. Die Korruption und Handlungsarmut der Staatspartei PRI wird bei den Hilfs- und Aufräumarbeiten offensichtlich, die Folge ist die Entwicklung einer Zivilgesellschaft.
- 1992 : Mexiko schließt zusammen mit den USA und Kanada das Nordamerikanische Freihandelsabkommen (NAFTA)
- 1994 (1. Januar): Das Nordamerikanische Freihandelsabkommen (NAFTA) tritt in Kraft. Zeitgleich zwölftägiger Aufstand von Indigenas im südlichen Bundesstaat Chiapas (organisiert im EZLN), seitdem wiederholte Zwischenfälle, wiederholt unterbrochene Friedensgespräche und Entwicklung autonom geführter Gebiete. Der Konflikt ist noch immer nicht beigelegt.
- 2000: Vicente Fox Quesada tritt das Amt des Präsidenten an und löst in freien Wahlen die 71 Jahre lang regierende Partei der Institutionellen Revolution (PRI) ab.